# Colomesus
Colomesus – rodzaj ryb rozdymkokształtnych z rodziny rozdymkowatych.

## Klasyfikacja
Gatunki zaliczane do tego rodzaju:
- Colomesus asellus
- Colomesus psittacus - jeżówka brazylijska[potrzebny przypis]

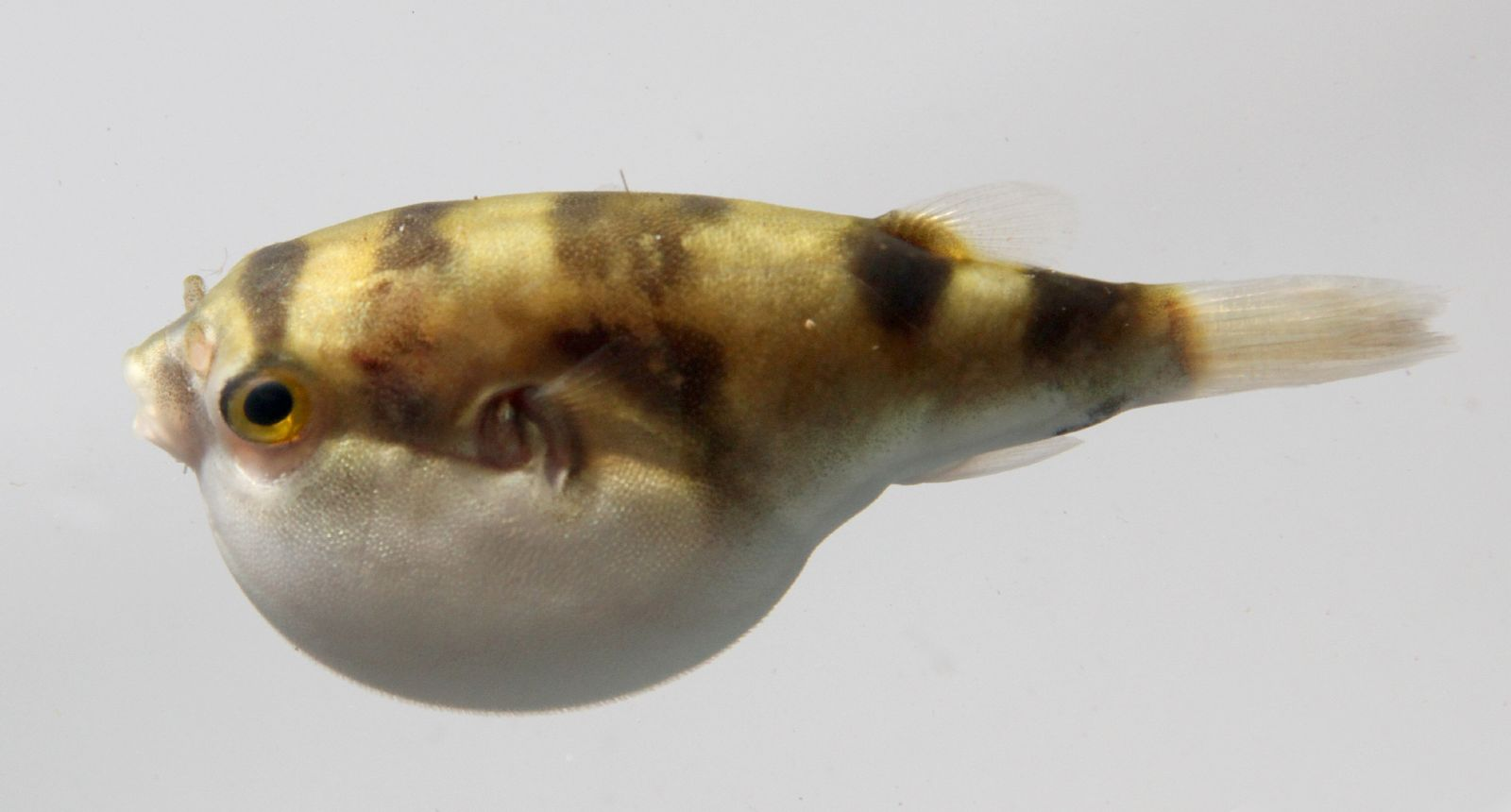
Colomesus psittacus